# Sergueï Baoutine
Temple de la renommée russe : 2014
Sergueï Viktorovitch Baoutine - en russe : Сергей Викторович Баутин (Sergej Viktorovič Bautin) et en anglais : Sergei Bautin (né le 11 mars 1967 à Rahatchow en République socialiste soviétique de Biélorussie - mort le 31 décembre 2022) est un joueur professionnel russe de hockey sur glace. Il évoluait au poste de défenseur.

## Carrière de joueur
En 1987, il débute avec le Kristall Saratov en championnat d'URSS. Avec le HK Dinamo Moscou, il remporte le titre en 1991 et 1992. Il est choisi en 1992 au cours du repêchage d'entrée dans la Ligue nationale de hockey par les Jets de Winnipeg en 1re ronde, en 17e position. En 1992, il part en Amérique du Nord et débute dans la LNH. Le 8 mars 1994, il est échangé avec Bob Essensa aux Red Wings de Détroit en retour de Tim Cheveldae et Dallas Drake. Le 2 octobre 1995, il signe un contrat avec les Sharks de San José. En 1996, il revient en Europe. Il signe au Luleå HF dans l'Elitserien. Il a par la suite évolué en entre autres dans la DEL avec les Nürnberg Ice Tigers. En 2004, il met un terme à sa carrière après une dernière saison avec les Krylia Sovetov dans la Vyschaïa liga.

## Carrière internationale
Il a représenté la Russie au niveau international de 1992 à 1999. Il a été champion olympique en 1992.

## Statistiques

### En club
| Saison     | Équipe                    | Ligue         |     | Saison régulière | Saison régulière | Saison régulière | Saison régulière | Saison régulière |    | Séries éliminatoires | Séries éliminatoires | Séries éliminatoires | Séries éliminatoires | Séries éliminatoires |
| Saison     | Équipe                    | Ligue         | PJ  | B                | A                | Pts              | Pun              | PJ               | B  | A                    | Pts                  | Pun                  |                      |                      |
| 1987-1988  | Kristall Saratov          | URSS          | 68  | 0                | 4                | 4                | 94               |                  |    |                      |                      |                      |                      |                      |
| 1990-1991  | HK Dinamo Moscou          | URSS          | 33  | 2                | 0                | 2                | 28               |                  |    |                      |                      |                      |                      |                      |
| 1991-1992  | HK Dinamo Moscou          | Superliga     | 32  | 1                | 2                | 3                | 88               |                  |    |                      |                      |                      |                      |                      |
| 1992-1993  | Jets de Winnipeg          | LNH           | 71  | 5                | 18               | 23               | 96               | 6                | 0  | 0                    | 0                    | 2                    |                      |                      |
| 1993-1994  | Red Wings de l'Adirondack | LAH           | 9   | 1                | 5                | 6                | 6                | --               | -- | --                   | --                   | --                   |                      |                      |
| 1993-1994  | Jets de Winnipeg          | LNH           | 59  | 0                | 7                | 7                | 78               | --               | -- | --                   | --                   | --                   |                      |                      |
| 1993-1994  | Red Wings de Détroit      | LNH           | 1   | 0                | 0                | 0                | 0                | --               | -- | --                   | --                   | --                   |                      |                      |
| 1994-1995  | Red Wings de l'Adirondack | LAH           | 32  | 0                | 10               | 10               | 57               | 1                | 0  | 0                    | 0                    | 4                    |                      |                      |
| 1995-1996  | Blades de Kansas City     | LIH           | 60  | 0                | 14               | 14               | 113              | 3                | 0  | 0                    | 0                    | 6                    |                      |                      |
| 1995-1996  | Sharks de San José        | LNH           | 1   | 0                | 0                | 0                | 2                | --               | -- | --                   | --                   | --                   |                      |                      |
| 1996-1997  | Luleå HF                  | Elitserien    | 36  | 1                | 0                | 1                | 153              | 8                | 1  | 2                    | 3                    | 31                   |                      |                      |
| 1997-1998  | Luleå HF                  | Elitserien    | 43  | 3                | 5                | 8                | 21               |                  |    |                      |                      |                      |                      |                      |
| 1998-1999  | Ak Bars Kazan             | Superliga     | 41  | 0                | 5                | 5                | 76               | 9                | 0  | 3                    | 3                    | 18                   |                      |                      |
| 1999-2000  | Nürnberg Ice Tigers       | DEL           | 50  | 4                | 7                | 11               | 105              | --               | -- | --                   | --                   | --                   |                      |                      |
| 2001-2002  | New Oji Seishi Tomakomai  | Japon         | 31  | 1                | 12               | 13               |                  | 2                | 1  | 0                    | 1                    |                      |                      |                      |
| 2002-2003  | Metallourg Magnitogorsk   | Superliga     | 25  | 0                | 3                | 3                | 40               | --               | -- | --                   | --                   | --                   |                      |                      |
| 2003-2004  | Krylia Sovetov            | Vyschaïa Liga | 42  | 1                | 5                | 6                | 22               | 4                | 1  | 0                    | 1                    | 0                    |                      |                      |
| Totaux LNH | Totaux LNH                | Totaux LNH    | 132 | 5                | 25               | 30               | 176              | 6                | 0  | 0                    | 0                    | 2                    |                      |                      |